# Santa Rosa do Purus
Santa Rosa do Purus é um município brasileiro do estado do Acre. Faz parte da Mesorregião do Vale do Acre e da Microrregião de Sena Madureira. Sua população em 2021, de acordo com estimativas do Instituto Brasileiro de Geografia e Estatística (IBGE), era de 6.893 habitantes.

## Geografia
A população de Santa Rosa do Purus em 2021 era de 6 893 habitantes e a sua área é de 5981 km² (0,76 hab./km²).
É limitada ao sul com o Peru, a leste com o município de Manoel Urbano e a oeste com o município de Feijó.
O município, juntamente com os seus vizinhos, Manuel Urbano e Sena Madureira faz parte da Regional do Alto Purus. A presença do estado é tão reduzida, que os habitantes deste município se queixam de viver exilados. O ponto de entrada do rio Purus no Brasil dá-se neste município.
A região é povoada por uma grande diversidade ao nível da fauna e da flora, existindo espécies em via de extinção, tais como a onça-pintada, o jacaré-açu e a ararinha-azul.
Sabe-se que perto existem etnias ameríndias sem contato com outros povos nem com a sociedade não indígena.

## Organização Político-Administrativa
O Município de Santa Rosa do Purus possui uma estrutura político-administrativa composta pelo Poder Executivo, chefiado por um Prefeito eleito por sufrágio universal, o qual é auxiliado diretamente por secretários municipais nomeados por ele, e pelo Poder Legislativo, institucionalizado pela Câmara Municipal de Santa Rosa do Purus, órgão colegiado de representação dos munícipes que é composto por vereadores também eleitos por sufrágio universal.
- Prefeito: José Altamir Taumaturgo de Sá "Tamir de Sá" - MDB (2021-);[8]
- Vice-prefeito: Valdir Genezio Kaxinawá - MDB (2021-);[8]
- Presidente da câmara: ignorado.

## Economia
As principais atividades econômicas de Santa Rosa dos Purus ainda são a caça e a pesca de subsistência, não havendo, por enquanto, sinais de que estas atividades estejam a prejudicar o meio ambiente.
De modo a oferecer condições mínimas à guarda fronteiriça, o exército começou a construção de instalações médicas e de um aeródromo para aviões de grande porte.

## Infraestrutura

### Saúde
O município de Santa Rosa do Purus possui uma taxa de mortalidade infantil de 46,98 óbitos por mil nascidos vivos, de acordo com dados de 2020 do IBGE.
De acordo com a Secretaria de Atenção Primária à Saúde do Ministério da Saúde (MS), o Índice de Vulnerabilidade Social (IVS) deste município é de muito alta vulnerabilidade, indicador criado pelo IPEA e utilizado pelo MS na alocação de profissionais do Programa Mais Médicos.